# Unitat de gestió de memòria

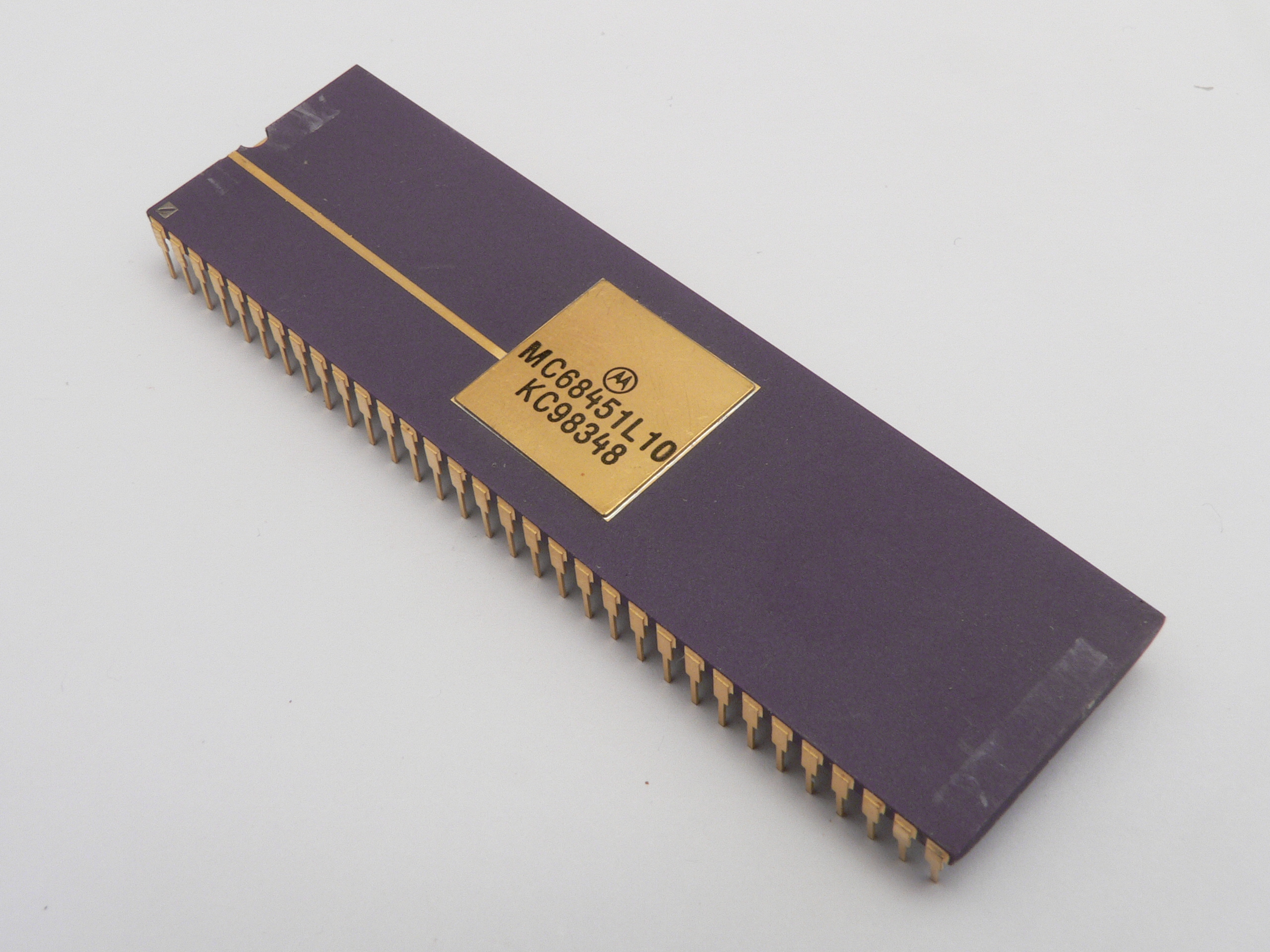
Una Unitat de gestió de memòria 68451 per a un Motorola 68010

Una unitat de gestió de memòria també coneguda per les inicials angleses MMU (Memory Management Unit) és un component de maquinari encarregat de gestionar l'accés a la memòria des de la CPU. Les serves funcions són:
- Traducció d'adreces virtuals en adreces físiques (gestió de la memòria virtual).
- Protecció de la memòria
- Control de la cache de la CPU
- Altres

## Com funciona
El següent esquema ens mostra el procés que segueix una CPU per obtenir les adreces físiques de memòria a partir de les adreces de memòria virtual:
Les unitats de gestió de memòria modernes divideixen l'espai virtual de memòria en pàgines de mida fixa (normalment de l'ordre de pocs kylobytes).